# Oleg Alexandrowitsch Jerofejew
Oleg Alexandrowitsch Jerofejew (russisch Олег Александрович Ерофеев; * 10. Juli 1940 in Petropawlowsk-Kamtschatski; † 24. Dezember 2022) war ein russischer Admiral a. D. Er war von 1992 bis 1999 Kommandeur der Nordflotte.

## Leben
Jerofejew absolvierte nach dem Besuch der Leningrader Seekriegsschule der Grenztruppen von 1957 bis 1961 die Kaspische Rotbanner-Offiziershochschule der Seestreitkräfte S.M. Kirow 1961. Er diente anschließend bis 1963 in der Seekriegsflotte als Kommandant der Navigationsgruppe auf dem U-Boot S-14 und von 1963 bis 1965 als Kommandant der Elektronavigationsgruppe auf dem U-Boot K-50. Die folgenden drei Jahre kommandierte er den Gefechtsabschnitt für Navigation (GA-1) auf U-Boot K-14 der Nordflotte. Nach dem Absolvieren Höherer Offizierslehrgänge wurde er 1969 Erster Offizier des U-Bootes K-116 und von 1969 bis 1971 des U-Bootes K-14. Von 1971 bis 1974 war er Kommandant des U-Bootes K-451. Anschließend besuchte er von 1974 bis 1976 die Uschakow Seekriegsakademie, die er mit Auszeichnung abschloss. Von 1976 bis 1980 war er Stabschef der 25. U-Boot-Division und von 1980 bis 1982 deren Kommandeur. Von 1982 bis 1985 wurde Jerofejew als Stabschef der 2. U-Bootflottille der Pazifikflotte eingesetzt. Unter seiner Verantwortung verunglückte und sank am 23. Juni 1983 das Atom-U-Boot K-429, das er trotz Reparaturbedürftigkeit und unzureichender Mannschaftsstärke zu einem Torpedoschießen befahl.
Nach dem Abschluss der Militärakademie des Generalstabs der Streitkräfte der UdSSR „K.J. Woroschilow“ von 1985 bis 1987 mit Goldmedaille, kommandierte er die 1. Atom-U-Boot-Flottille der Nordflotte. Er wurde später beschuldigt, in dieser Funktion für eines der schwersten Unglücke in der Geschichte der Seekriegsflotte, dem Unfall von K-278, das 1989 im  Europäischen Nordmeer sank, verantwortlich zu sein. Während seiner Tätigkeit als Stabschef der Nordflotte von 1990 bis 1992 wurde er am 7. Februar 1991 zum Vizeadmiral befördert. Anschließend kommandierte der am 7. Juli 1992 zum Admiral beförderte Jerofejew vom 12. März 1992 bis zum 26. Januar 1999 die Nordflotte. Er wurde im Januar 1999 in den Ruhestand versetzt, nachdem gegen ihn ein Strafverfahren wegen „Machtmissbrauchs im Zusammenhang mit Schäden an der Nordflotte in Höhe von mehr als 69 Millionen Rubel“ eingeleitet worden war.
Der Kandidat der Wissenschaften (1990) war verheiratet und Vater einer Tochter.

## Auszeichnungen
- Leninorden
- Orden der Oktoberrevolution
- Weitere Medaillen